# Kristina Valenčič
Kristina Valenčič, slovenska organizatorka in poličarka, * 8. oktober 1974.
Valenčičeva, do izvolitve načelnica Upravne enote Ilirska Bistrica, je bila leta 2011 na Državljanski listi Gregorja Viranta izvoljena v Državni zbor Republike Slovenije.